# Instituto de Estadística de la India
El Instituto de Estadística de la India (ISI por sus siglas en inglés) es una universidad pública reconocida como Instituto de Importancia Nacional por la ley de 1959 del Parlamento de la India. Surgió del Laboratorio Estadístico creado por Prasanta Chandra Mahalanobis en el Presidency College de Calcuta. Fundada en 1931, esta institución única de la India es una de las más antiguas dedicadas a la estadística, y su temprana reputación la llevó a ser adoptada como modelo para el primer instituto estadounidense de estadística creado en el Research Triangle (Carolina del Norte) por Gertrude Mary Cox.
Las principales actividades del ISI son la investigación y la formación en estadística, el desarrollo de la estadística teórica y sus aplicaciones en diversas ciencias naturales y sociales. Originalmente afiliado a la Universidad de Calcuta, el instituto fue declarado instituto de importancia nacional en 1959, mediante una ley del parlamento indio, Indian Statistical Institute act, 1959. El ISI depende del Ministerio de Estadística y Ejecución de Programas (MOSPI) del Gobierno de la India.
Las áreas clave del ISI son la estadística, la informática, las matemáticas, la economía matemática, la investigación de operaciones y la ciencia de la información, y es una de las pocas escuelas indias orientadas a la investigación que ofrece cursos tanto a nivel de licenciatura como de posgrado.

## Historia
El origen del ISI se remonta al Laboratorio de Estadística del Presidency College de Calcuta, creado por Mahalanobis, que trabajaba en el Departamento de Física del colegio en la década de 1920. Entre 1913 y 1915, cursó el Tripos de Matemáticas y Física en la Universidad de Cambridge, donde conoció Biometrika, una revista de estadística fundada por Karl Pearson. Desde 1915, enseñaba física en el Presidency College pero su interés por la estadística creció bajo la dirección del polímata Brajendranath Seal. Muchos colegas de Mahalanobis se interesaron por la estadística y el grupo creció en el Laboratorio Estadístico. Teniendo en cuenta la amplia aplicación de la estadística en la resolución de diversos problemas de la vida real, como el análisis de datos antropométricos multivariantes, la aplicación de encuestas por muestreo como método de recopilación de datos, el análisis de datos meteorológicos, la estimación del rendimiento de las cosechas, etc., este grupo, en particular Mahalanobis y sus colegas más jóvenes S. S. Bose y H. C. Sinha, sintieron la necesidad de formar un instituto especializado para facilitar la investigación y el aprendizaje de la estadística.
El 17 de diciembre de 1931, Mahalonobis celebró una reunión con Pramatha Nath Banerji (Catedrático de Economía de Minto), Nikhil Ranjan Sen (Catedrático de Matemáticas Aplicadas de Khaira) y Sir R. N. Mukherjee. Esta reunión dio lugar a la creación del Instituto de Estadística de la India (ISI), que se registró formalmente el 28 de abril de 1932, como sociedad científica de distribución sin ánimo de lucro en virtud de la Ley de Registro de Sociedades XXI de 1860.  Más tarde, el instituto se registró en virtud de la Ley de registro de sociedades de Bengala Occidental XXVI de 1961, enmendada en 1964. Mukherjee aceptó el cargo de presidente del ISI y lo ocupó hasta su muerte en 1936. En 1953, el ISI se trasladó a una propiedad del profesor Mahalanobis, llamada "Amrapali", en Baranagar, que ahora es un municipio de la periferia norte de Calcuta.
En 1931, Mahalanobis era la única persona que trabajaba en el ISI y lo dirigía con un gasto anual de 250 rupias. Poco a poco fue creciendo con el trabajo pionero de un grupo de colegas suyos entre los que se encontraban S. S. Bose, Samarendra Kumar Mitra (Jefe del Laboratorio de Máquinas de Computación y Electrónica y diseñador del primer ordenador de la India), J. M. Sengupta, Raj Chandra Bose, Samarendra Nath Roy, K. R. Nair, R. R. Bahadur, Gopinath Kallianpur, D. B. Lahiri y Anil Kumar Gain. Pitamber Pant, que había recibido formación en estadística en el instituto, llegó a ser secretario del primer primer ministro de la India, Jawaharlal Nehru, y fue una gran fuente de ayuda y apoyo para el instituto.
El instituto puso en marcha una sección de formación en 1938. A su debido tiempo, muchos de los primeros trabajadores abandonaron el ISI para hacer carrera en Estados Unidos o para ocupar puestos en los sectores público y privado de la India. En la década de 1940, el ISI era conocido internacionalmente y se tomó como modelo cuando Gertrude Cox creó en Estados Unidos el primer instituto de estadística, quizá la única vez que un instituto de un país en desarrollo se utilizó como modelo en un país desarrollado.
A petición del gobierno indio, en 1950 el ISI diseñó y planificó una amplia encuesta socioeconómica nacional por muestreo que abarcaba la India rural, para cuya realización se fundó en 1950 la organización denominada Encuesta Nacional por Muestreo (NSS por sus siglas en inglés) se fundó en 1950 para llevar a cabo esta encuesta. El trabajo de campo lo realizaba la Dirección de la NSS, dependiente del Ministerio de Finanzas, mientras que las demás tareas, como la planificación de la encuesta, la formación de los trabajadores de campo, la revisión, el procesamiento de datos y la tabulación, las ejecutaba el ISI. En 1961, la Dirección del NSS pasó a depender del Ministerio de Estadística e Implementación de Programas de la India y, más tarde, en 1971, el área de diseño y análisis del NSS se trasladó del ISI al Departamento de Estadística, formando la Organización Nacional de Encuestas por Muestreo (NSSO).
J. B. S. Haldane se incorporó al ISI como profesor de investigación en agosto de 1957 y permaneció en él hasta febrero de 1961, cuando tuvo una discusión con el director del ISI, P. C. Mahalanobis, a causa de una huelga de hambre de Haldane para protestar contra las presiones de Estados Unidos para que Gary Botting y Susan Brown, ganadores de la Feria Nacional de Ciencias, no asistieran a un banquete del ISI al que habían sido invitados muchos científicos indios destacados. Haldane ayudó al ISI a crecer en el campo de la biometría. Haldane también desempeñó un papel clave en el desarrollo de la estructura y el contenido de los cursos ofrecidos por el ISI.
Hasta 1959, el ISI estaba asociado a la Universidad de Calcuta. En virtud de la "Ley del Instituto de Estadística de la India de 1959" del Parlamento de la India, modificada en 1995, el ISI fue declarado instituto de importancia nacional, y se le autorizó a celebrar exámenes y a conceder títulos y diplomas en Estadística, Matemáticas, Informática, Economía Cuantitativa y en cualquier otra materia relacionada con la estadística que el instituto determinara cada cierto tiempo. El ISI es una universidad pública, ya que la misma ley también establece que el ISI sería financiado por el Gobierno Central de la India.
En la década de 1960, el ISI empezó a establecer unidades de servicios especiales en Nueva Delhi, Chennai, Bangalore, Bombay e Hyderabad para prestar servicios de consultoría a empresas, industrias y organizaciones gubernamentales de servicios públicos en las áreas de control estadístico de procesos, investigación de operaciones e ingeniería industrial. Además, Bangalore contaba con un Centro de Documentación, Investigación y Formación (DRTC). A principios de la década de 1970, las unidades de Delhi y Bangalore se convirtieron en centros de enseñanza. En 2008, el ISI de Chennai pasó a ser un centro de enseñanza. En 2011, el ISI añadió un nuevo centro en Tezpur.

## Campus
Los principales objetivos del ISI son facilitar la investigación y la formación en Estadística, participar en el desarrollo de la teoría estadística y en la aplicación de técnicas estadísticas - en los escenarios de planificación a nivel nacional y en el desarrollo teórico de las ciencias naturales y sociales, participar en el proceso de recogida y análisis de datos, llevar a cabo proyectos relacionados con la planificación y la mejora de la eficiencia de la gestión y la producción.
La frase sánscrita भिन्नेष्वैक्यस्य दर्शणम् (Bhinneswaykyasya Darshanam), que literalmente significa la filosofía de la unidad en la diversidad, está incorporada en el logotipo del instituto, y es el lema del ISI. El ISI de Calcuta es la sede central, con centros en Nueva Delhi, Bengaluru y Chennai.  Tezpur, el cuarto centro del ISI, se inauguró en 2011.
| Instituto / Centro | Ciudad      | Estado             | Fundación | Tipo                       | Sitio web | Notas                       |
| ------------------ | ----------- | ------------------ | --------- | -------------------------- | --------- | --------------------------- |
| ISI Calcuta        | Calcuta     | Bengala Occidental | 1931      | Instituto y sede principal |           |                             |
| ISI Chennai        | Chennai     | Tamil Nadu         | 1960      | Centro                     |           |                             |
| ISI Bangalore      | Bangalore   | Karnataka          | 1966      | Instituto                  |           | Comenzó como unidad en 1954 |
| ISI Nueva Delhi    | Nueva Delhi | Delhi              | 1974      | Instituto                  |           |                             |
| ISI Tezpur         | Tezpur      | Assam              | 2011      | Instituto                  |           |                             |

### ISI, Calcuta

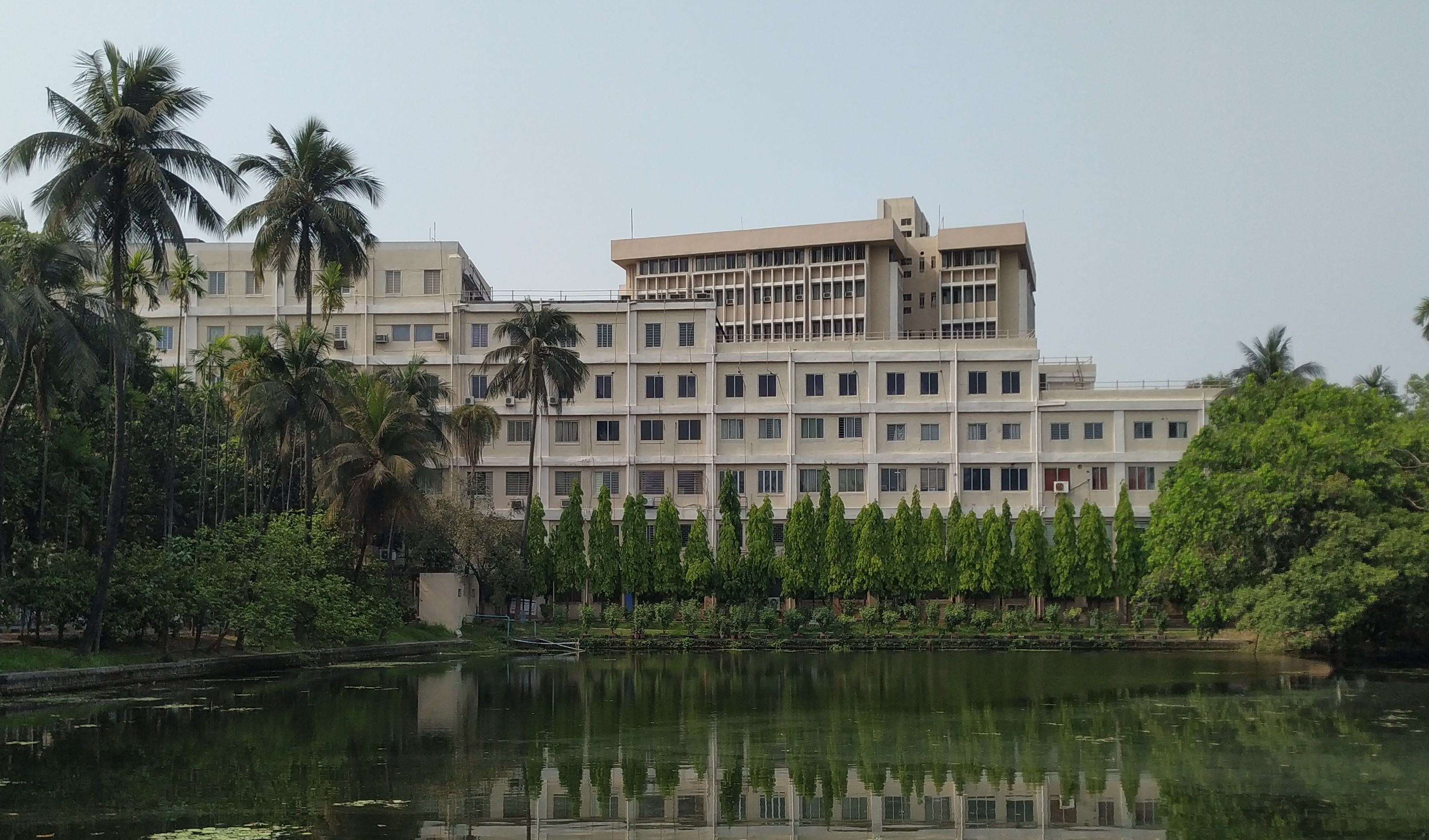
Edificio principal del Instituto Indio de Estadística, Calcuta

El ISI de Calcuta tiene un campus compuesto por seis direcciones en los números 201 a 206 de Barrackpore Trunk Road, Bonhooghly (Baranagar). Entre ellas se encuentra una casa que fue una antigua oficina de la Organización Nacional de Encuestas por Muestreo (NSSO) de la India.
El campus del ISI en Calcuta es respetuoso con el medio ambiente, tal y como lo concibió Mahalanobis. Se utilizaron ladrillos huecos que protegen del calor y el ruido, con un uso mínimo de hormigón armado, para evitar la radiación. No se utilizó una combinación de betún y sal en las carreteras dentro de los campus de ISI. Esto ayuda a reducir la radiación y a preservar el agua de lluvia para mantener el equilibrio en el nivel de las aguas subterráneas.

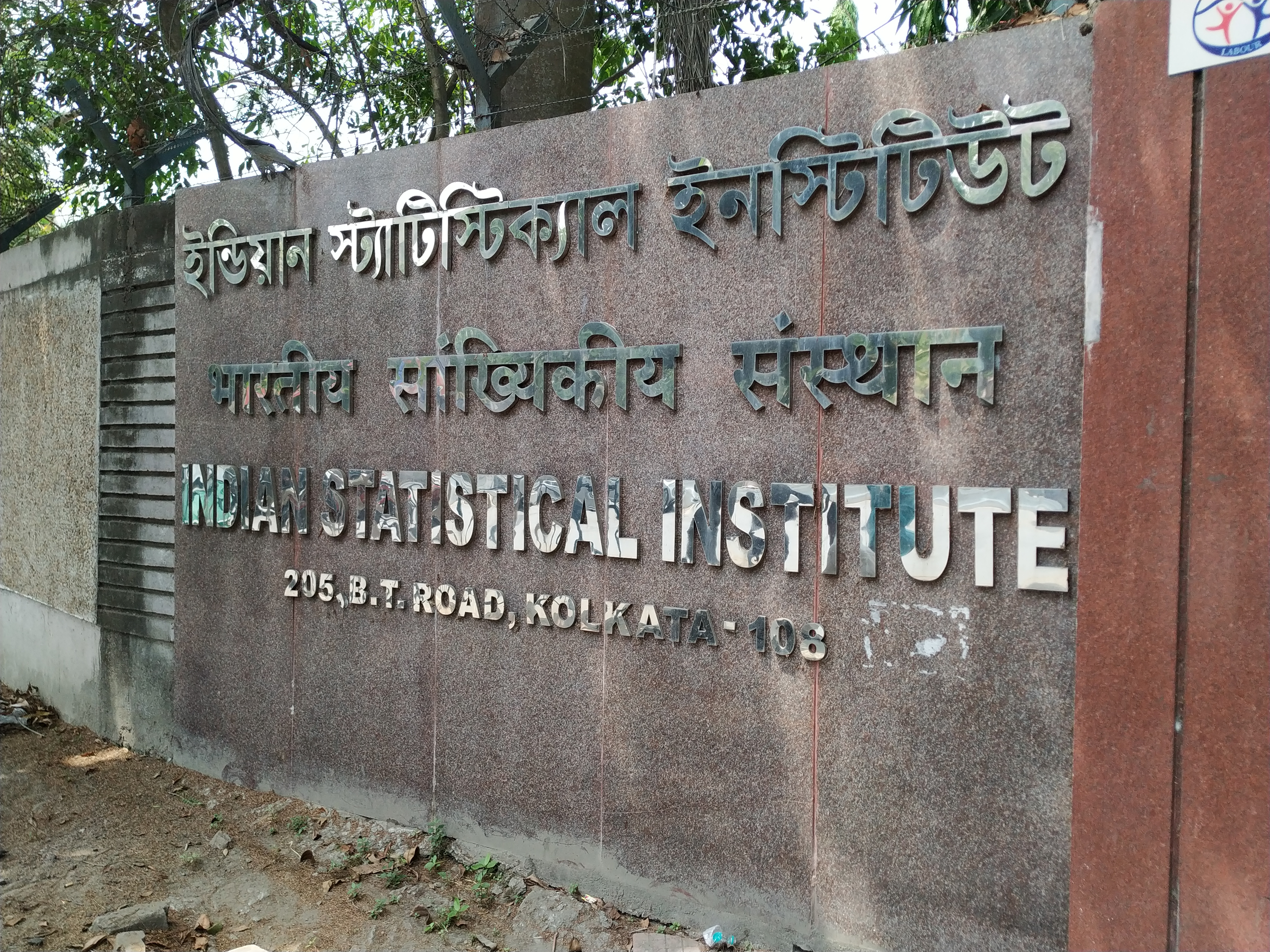
Tablero en la puerta 205 de ISI Calcuta

El campus de Calcuta ofrece cursos de licenciatura en Estadística (B. Stat), cursos de máster en Estadística (M.Stat), Matemáticas (M.Math), Informática (MTech), Criptología y Seguridad (MTech), Fiabilidad de la Calidad e Investigación Operativa (MTech) y Economía Cuantitativa (M.S.) Las principales divisiones y unidades son: Unidad de Estadística y Matemáticas (SMU), Unidad de Genética Humana (HGU), Unidad de Física y Matemáticas Aplicadas (PAMU), Unidad de Estudios Geológicos (GSU), Unidad de Computación Avanzada y Microelectrónica (ACMU), Unidad de Visión por Computador y Reconocimiento de Patrones (CVPRU), Unidad de Inteligencia Artificial (MIU), Unidad de Electrónica y Ciencias de la Comunicación (ECSU), Unidad de Estadística Aplicada (ASU), Unidad de Investigación Económica (ERU), Unidad de Investigación Lingüística (LRU), Unidad de Investigación en Sociología (SRU), Unidad de Investigación en Psicometría (PRU) y Unidad de Estudios Demográficos (PSU).
El campus de Calcuta alberga el Centro Internacional de Enseñanza de la Estadística (ISEC), inaugurado en 1950. Este centro imparte formación en estadística a estudiantes patrocinados procedentes principalmente de Oriente Medio, Asia meridional y sudoriental, Extremo Oriente y los países africanos de la Commonwealth. El centro también ofrece diversos cursos de corta duración en estadística y materias afines.

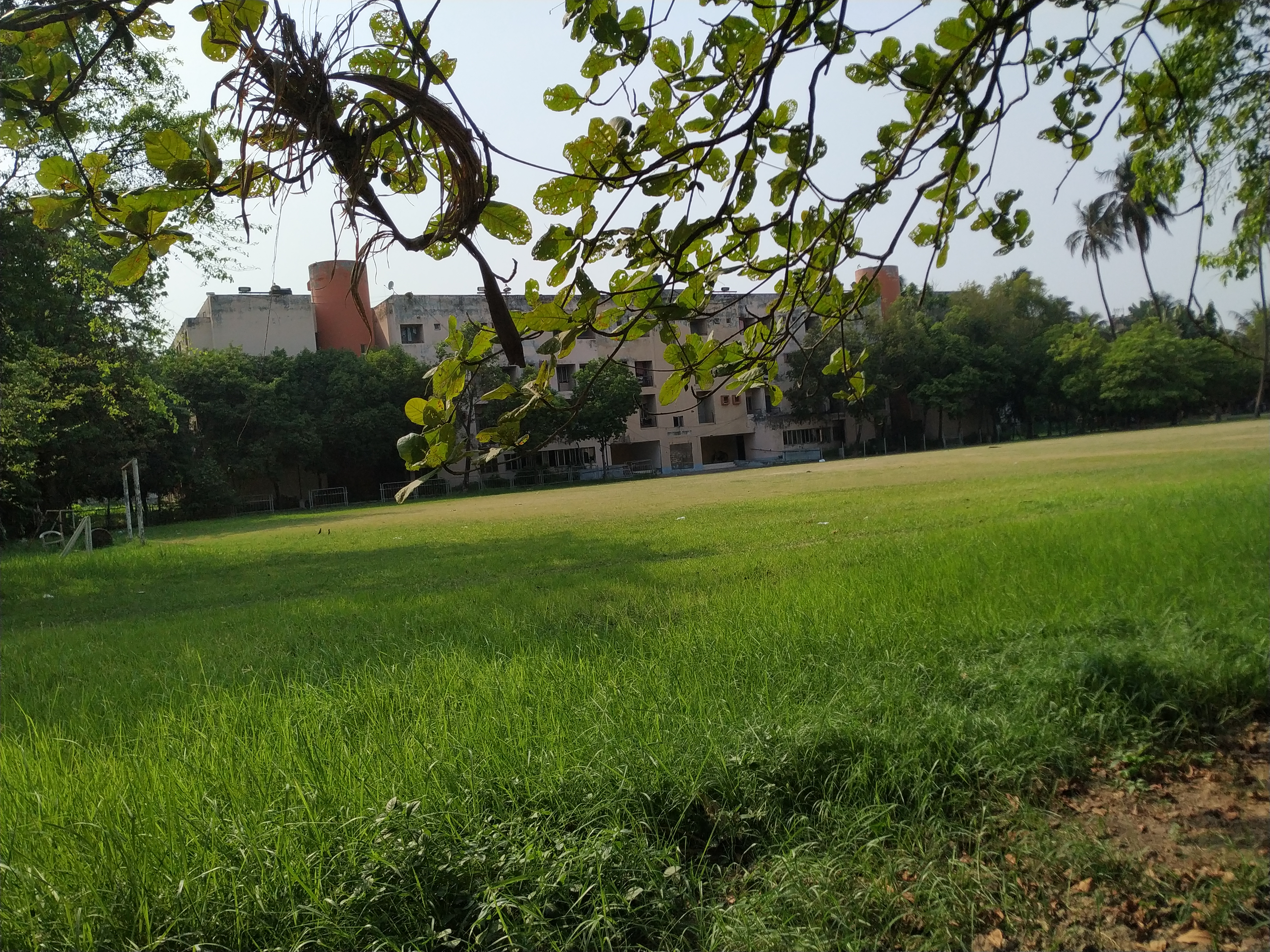
Sala CV Raman, ISI Calcuta.

El Centro de Investigación en Soft Computing: A National Facility, instituto asociado al Instituto Indio de Estadística y creado en Calcuta en 2005, es único en el país. Además de realizar investigación básica, ofrece un curso de 3 meses y promueve institutos menos dotados mediante becas y ayudas a la investigación.La Biblioteca Central del ISI se encuentra en Calcuta y cuenta con sucursales en otras instalaciones. La biblioteca cuenta con más de 200.000 volúmenes de libros y revistas, con especial énfasis en el campo de la estadística y estudios relacionados. La sucursal principal también cuenta con una colección de informes oficiales, reimpresiones, mapas y microfilmes. La biblioteca recibe cada año más de mil nuevas revistas técnicas y científicas. La Biblioteca dispone de bases de datos en CD-ROM y está trabajando en una mayor digitalización de la colección. La biblioteca cuenta con una colección separada de obras sobre temas de matemáticas y estadística denominada colección del Centro Regional Oriental de la Junta Nacional de Matemáticas Superiores (NBHM), financiada con subvenciones de la Junta Nacional de Matemáticas Superiores. También pretende crear una unidad de investigación en inteligencia artificial.

### ISI, Nueva Delhi
| Calle principal dentro del Instituto | Jardines cerca de la entrada principal | Vista nocturna del campus | Comedor | Residencia | Biblioteca |

El campus del ISI en Nueva Delhi se creó en 1974 y se trasladó al campus actual en 1975.El campus de Delhi ofrece dos cursos de maestría: Máster en Estadística (M. Stat) y Máster en Ciencias (M. S.) en Economía Cuantitativa, así como programas de doctorado.

### ISI, Bangalore
| Edificio principal | Residencia principal | Casa de huéspedes | Auditorio |

El centro del ISI en Bengaluru comenzó con una unidad de Control Estadístico de Calidad e Investigación Operativa (SQC & OR) en 1954. El Centro de Documentación, Investigación y Formación (DRTC) comenzó a funcionar en 1962, bajo la dirección del profesor honorario S. R. Ranganathan. El profesor Mahalanobis planeó la creación de un centro completo del ISI a mediados de los sesenta. En 1966, el entonces Gobierno de Karnataka concedió al ISI 30 acres de terreno forestal repleto de eucaliptos, junto al futuro campus de la Universidad de Bangalore, situado en la carretera de Mysore, a las afueras de la ciudad.
Sin embargo, tras el fallecimiento del profesor Mahalanobis en 1972, el proyecto de establecer un centro en Bengaluru quedó aparcado temporalmente. El proyecto se reactivó de nuevo entre 1976 y 1978. Se hicieron propuestas concretas al Gobierno de la India para obtener subvenciones para la urbanización del terreno que ya poseía el ISI, junto con la construcción de un bloque académico con biblioteca y oficinas.
Mientras tanto, se alquiló un edificio en Church Street, en el centro de Bengaluru, y en septiembre de 1978 se iniciaron diversas actividades del centro de Bengaluru. Se crearon la Unidad de Análisis Económico (EAU) y la Unidad de Estadística y Matemáticas. La Unidad SQC&OR y la unidad DRTC, que funcionaban en otros edificios alquilados en aquel momento, se unieron a este nuevo Centro.
Cuando finalizó la construcción del bloque administrativo en el nuevo campus, las distintas unidades se trasladaron a él en mayo de 1985.
El centro de Bengaluru fue declarado oficialmente centro del ISI en septiembre de 1996.
La Unidad de Ciencia de Sistemas e Informática (SSIU) se creó en 2009.
El centro de Bengaluru se ha convertido ya en una institución de actividades académicas en Matemáticas, Estadística, Informática, SQC e Investigación Operativa, Biblioteconomía y Ciencias de la Información, y Economía Cuantitativa. El campus de Bengaluru ofrece cursos de licenciatura en Matemáticas, cursos de maestría en Matemáticas, maestría en Biblioteconomía y Ciencias de la Información y maestría en Ciencias de la Gestión de la Calidad, así como programas de doctorado.

## Académico

Nuevo edificio académico, ISI Calcuta

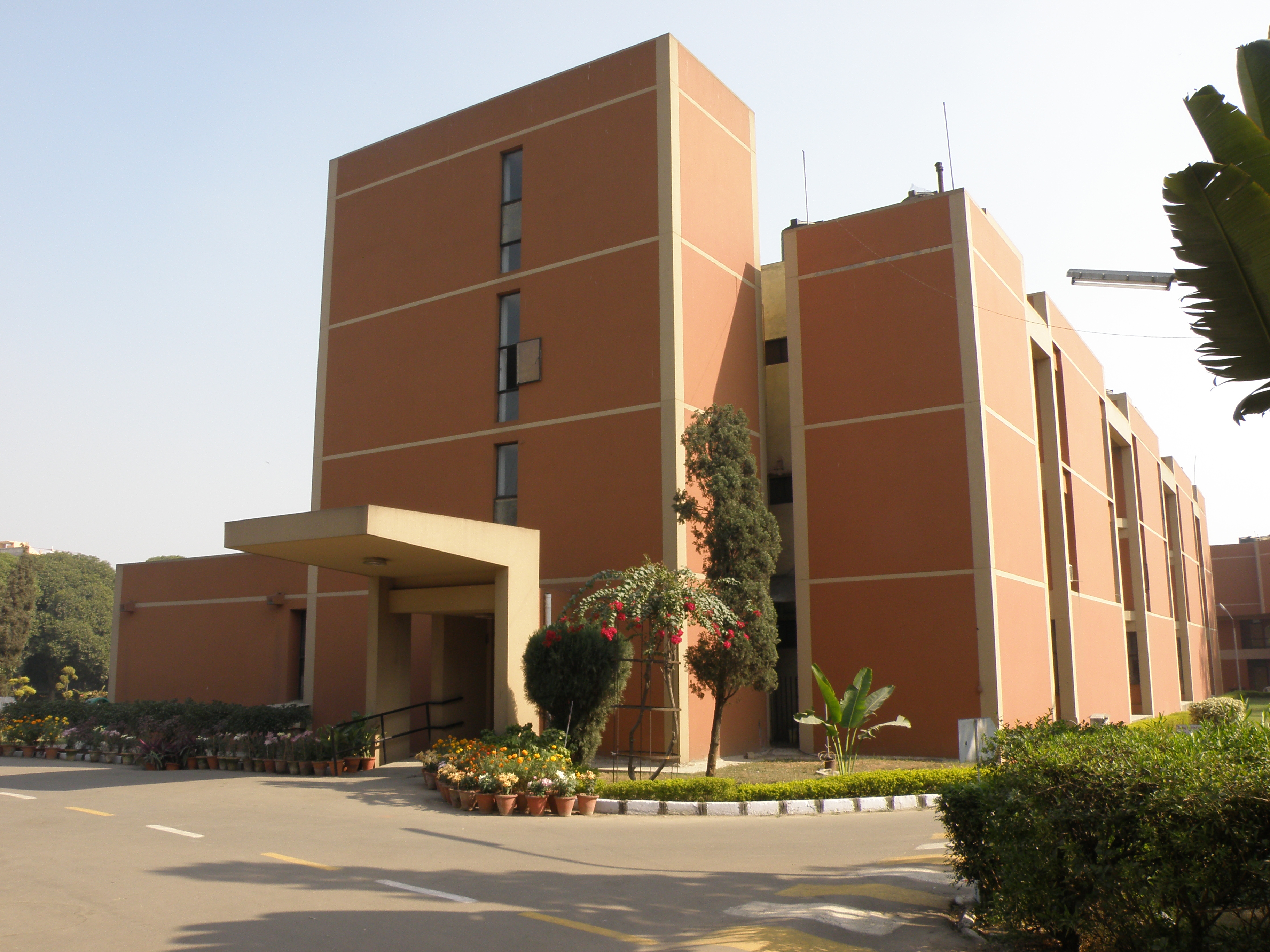
Edificio principal, Campus ISI Delhi

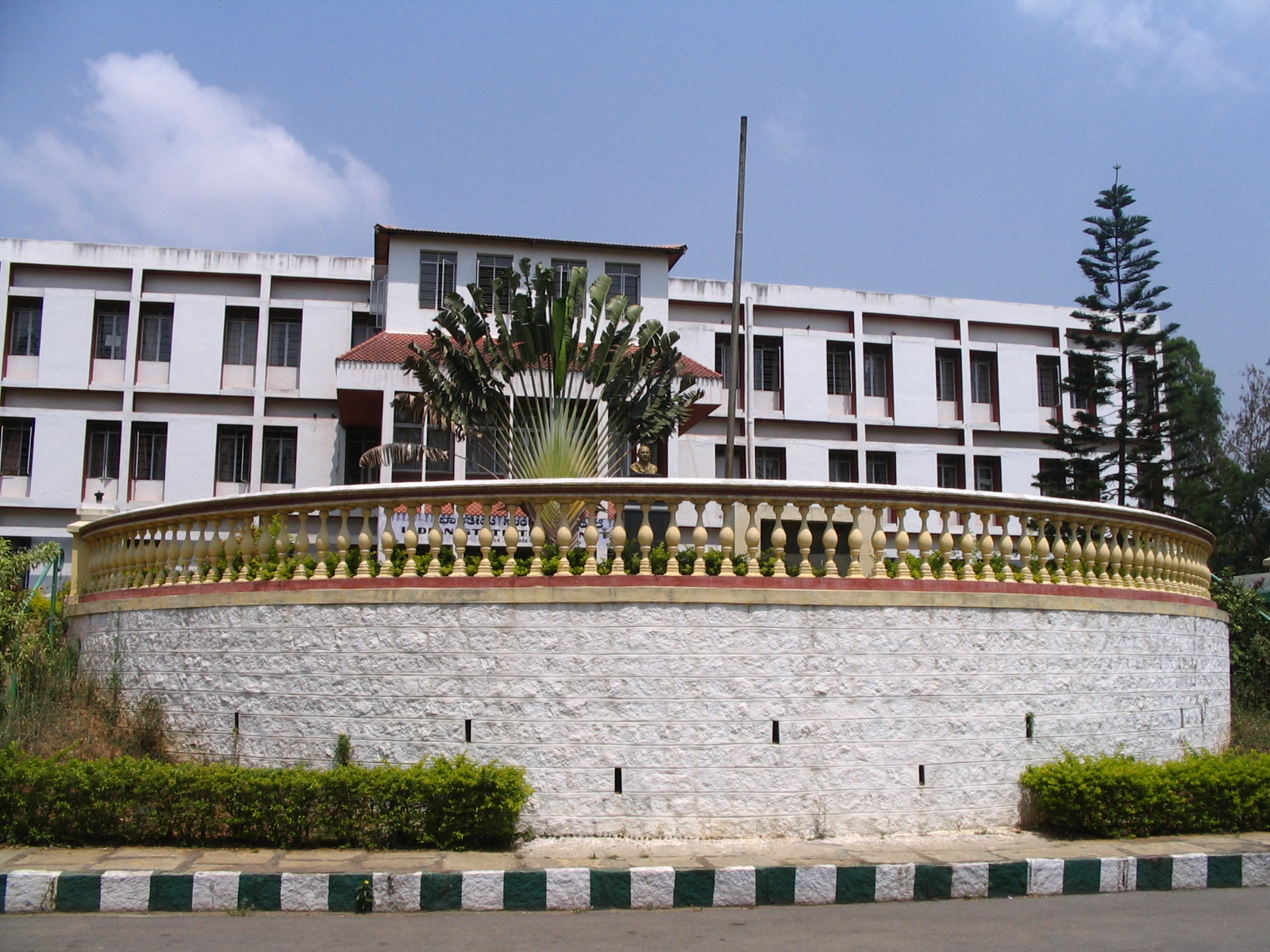
Edificio principal, Campus ISI Bangalore

Tradicionalmente, el ISI ofrece menos programas (y admite menos estudiantes) que la mayoría de las instituciones académicas que conceden títulos. Tras la autorización para conceder titulaciones en Estadística en virtud de la Ley del ISI de 1959, en 1960 el ISI puso en marcha el programa de licenciatura en Estadística y el curso de máster en Estadística, y también comenzó a conceder títulos de investigación, como el doctorado y el doctorado en ciencias. Más tarde, el ISI comenzó a ofrecer cursos de máster en Tecnología (MTech) en Informática y en Calidad, Fiabilidad e Investigación Operativa (QR&OR); estos cursos obtuvieron el reconocimiento del Consejo de Educación Técnica de Todo India (AICTE). Como la Ley del ISI de 1959 fue modificada por el Parlamento de la India en 1995, el ISI quedó facultado para otorgar títulos y diplomas en materias como Matemáticas, Economía Cuantitativa, Informática y otras materias relacionadas con la Estadística y la Investigación Operativa que determine el ISI cada cierto tiempo. Aparte de los cursos de grado, el ISI ofrece algunos cursos de diploma y certificado, cursos especiales de diploma para estudiantes internacionales a través del ISEC y cursos especiales en colaboración con la Oficina Central de Estadística de la India (CSO) para la formación de funcionarios en prácticas del Servicio Estadístico de la India (ISS).

### Divisiones y centros de investigación
| División                                                 | Unidades |
| -------------------------------------------------------- | --- |
| Estadística aplicada                                     | - Unidad de Estadística Aplicada, CALCUTA - Unidad de Estadística Aplicada, CHENNAI - Unidad de Investigación Estadística Interdisciplinar, CALCUTA - Unidad de Estadística Aplicada y Oficial, TEZPUR |
| Ciencias Biológicas                                      | - Unidad de Investigación Agrícola y Ecológica, CALCUTA - Unidad de Investigación Agrícola y Ecológica, GIRIDIH - Unidad de Antropología Biológica, CALCUTA - Unidad de Genética Humana,CALCUTA |
| Informática y Comunicaciones                             | - Unidad de Informática Avanzada y Microelectrónica, CALCUTA - Unidad de Visión por Ordenador y Reconocimiento de Patrones, CALCUTA - Unidad de Investigación en Criptología y Seguridad, CALCUTA - Unidad de Informática, CHENNAI - Unidad de Electrónica y Ciencias de la Comunicación, CALCUTA - Unidad de Inteligencia Artificial, CALCUTA - Centro de Investigación y Formación en Documentación, BANGALORE - Unidad de Ciencia de Sistemas e Informática, BANGALORE         |
| Física y Ciencias de la Tierra                           | - Unidad de Estudios Geológicos, CALCUTA - Unidad de Física y Matemáticas Aplicadas, CALCUTA - Unidad de Ciencias Teóricas y Aplicadas, TEZPUR |
| Estadística y Matemáticas Teóricas                       | - Unidad de Estadística Teórica y Matemáticas, CALCUTA - Unidad de Estadística Teórica y Matemáticas, BANGALORE - Unidad de Estadística Teórica y Matemáticas, CHENNAI - Unidad de Estadística Teórica y Matemáticas, DELHI |
| Ciencias Sociales                                        | - Unidad de Investigación Económica, CALCUTA - Unidad de Análisis Económico, BANGALORE - Unidad de Economía y Planificación, DELHI - Unidad de Investigación Lingüística, CALCUTA - Unidad de Estudios Demográficos, CALCUTA - Unidad de Investigación Psicológica, CALCUTA - Unidad de Muestreo y Estadísticas Oficiales, CALCUTA - Unidad de Investigación Sociológica, CALCUTA - Unidad de Investigación Socioeconómica, TEZPUR - Unidad de Investigación Sociológica, GIRIDIH |
| Control estadístico de calidad e investigación operativa | - Unidad SQC & OR, CALCUTA - Unidad SQC & OR, DELHI - Unidad SQC & OR, BANGALORE - Unidad SQC & OR, CHENNAI - Unidad SQC & OR, BOMBAY - Unidad SQC & OR, PUNE - Unidad SQC & OR, COIMBATORE - Unidad SQC & OR, HYDERABAD |

- Centro R C Bose de Criptología y Seguridad
- Centro de Investigación en Soft Computing
- Centro de Inteligencia Artificial y Aprendizaje Automático
- Centro de Innovación Tecnológica

### Programas de licenciatura
El ISI ofrece dos programas de licenciatura, a saber, Licenciatura en Estadística (con honores) (B.Stat) y Licenciatura en Matemáticas (con honores) (B. Math), siete programas de posgrado, a saber, Máster en Estadística (M. Stat), Máster en Matemáticas (M. Math), Máster en Economía Cuantitativa (MSQE), Máster en Biblioteconomía y Ciencias de la Información (MSLIS), Máster en Gestión de la Calidad (MSQMS), Máster en Tecnología Informática (MTech-CS), Máster en Criptología y Seguridad (MTech-CrS) y Máster en Calidad, Fiabilidad e Investigación Operativa (MTech-QROR).
ISI también ofrece cuatro programas de Diploma PG, a saber, Diploma de Postgrado en Gestión Agrícola y Rural con Métodos Estadísticos [PGDARSMA], Diploma de Postgrado en Métodos y Análisis Estadísticos [PGDSMA], Diploma de Postgrado en Análisis Empresarial [PGDBA] y Diploma PG en Estadística Aplicada [PGDAS].
Los cursos de licenciatura tienen una duración de 3 años, mientras que los de posgrado son de 2 años. Para todos los cursos de grado y posgrado, el año académico se divide en dos semestres. Salvo los candidatos patrocinados de los cursos de MTech, los estudiantes del ISI no tienen que pagar tasas de matrícula. En función de su rendimiento por encima de un umbral, todos los estudiantes y becarios de investigación reciben estipendios, becas y ayudas para imprevistos/libros. Los estudiantes que demuestran un rendimiento sobresaliente son recompensados al final de los semestres[29] Los campus del ISI ofrecen alojamiento en albergues con instalaciones recreativas y servicios médicos limitados gratuitos.

### Admisión
Los postulantes a cualquiera de los programas deben realizar pruebas de admisión escritas y entrevistas. El ISI lleva a cabo las pruebas escritas en varios centros de examen de toda la India. Sólo en algunos casos, los candidatos pueden ser convocados directamente a la entrevista, por ejemplo, los solicitantes del curso MTech de Informática que tengan una puntuación en la Prueba de Aptitud para Graduados en Ingeniería (GATE) superior a un umbral. Los candidatos a programas de investigación de doctorado a los que se les haya concedido (o hayan obtenido) una beca de investigación junior del UGC/CSIR/NBHM, etc., también deben superar la prueba de admisión del ISI o una prueba independiente equivalente y una entrevista realizada por el comité de selección JRF pertinente del instituto si desean obtener un doctorado del Instituto de Estadística de la India. 

### Centro Internacional de Educación Estadística
En 1950, el ISI, en colaboración con el Instituto Internacional de Estadística, la UNESCO y el Gobierno de la India, creó el Centro Internacional de Educación Estadística (ISEC) para impartir conocimientos de estadística teórica y aplicada a participantes de Oriente Medio, Asia Oriental y Sudoriental, Extremo Oriente y países africanos de la Commonwealth. El principal curso de formación que ofrece el ISEC está dirigido a estudiantes internacionales, preferiblemente licenciados con conocimientos de inglés y matemáticas. El ISEC, situado en el campus de Calcuta del ISI, funciona con el apoyo del Ministerio de Asuntos Exteriores y el Ministerio de Estadística y Ejecución de Programas del Gobierno de la India.

### Publicaciones
Sankhya, la revista estadística publicada por el ISI, se fundó en 1933, siguiendo el modelo de Biometrika de Karl Pearson. Mahalanobis fue el editor fundador. Cada volumen de Sankhya consta de cuatro números; dos de ellos pertenecen a la Serie A, que contiene artículos sobre estadística teórica, teoría de la probabilidad y procesos estocásticos, y los otros dos números forman la Serie B, que contiene artículos sobre estadística aplicada, es decir, probabilidad aplicada, procesos estocásticos aplicados, econometría e informática estadística.

### Clasificación
Según India Education Review, en 2012 ninguna universidad india figuraba entre las 200 mejores del mundo. La clasificación atribuida al ISI es la 186. La clasificación web de este instituto, según 4ICU (4 International Colleges and Universities), es la 1693. Según la clasificación web publicada por Webometrics Ranking of World Universities, el ISI ocupa actualmente la posición 1352.  En la clasificación mundial académica por materias de Ciencias de la Computación, el Instituto Indio de Estadística figura en la categoría 101-150. El Instituto Indio de Estadística de Calcuta ocupa el segundo puesto en investigación en Ciencias de la Computación por índice medio de citas, índice p e índice h entre todas las universidades de la India.

## Vida estudiantil

### Fiesta del Estudiante
Integration es el festival tecno-cultural anual del Instituto de Estadística de Calcuta, que suele celebrarse el primer y segundo fin de semana de enero de cada año.
Chaos es el festival tecno-cultural anual del  Instituto de Estadística de Bangalore, que suele celebrarse el último fin de semana de marzo.

### Colocación
Los antiguos alumnos del ISI, incluidos los que han obtenido el doctorado, trabajan en departamentos gubernamentales y semigubernamentales, establecimientos industriales e instituciones de investigación de la India y otros países. En el ISI de Calcuta existe una célula de colocación que organiza entrevistas con posibles empleadores en varios campus del ISI. Desde hace poco, un alto porcentaje de antiguos alumnos del ISI ocupan puestos de trabajo en el sector analítico, bancario, financiero y de software.

## Unidades de Control Estadístico de la Calidad (SQCen inglés) e Investigación Operativa (ORen inglés)
Desde mediados de los años cuarenta, el ISI fue pionero en la investigación y aplicación del Control Estadístico de Calidad (SQC) en la India. Walter A. Shewhart, estadístico conocido como el padre del SQC, y otros expertos en este campo visitaron el ISI a lo largo de los años. La primera unidad de Control Estadístico de Calidad e Investigación Operativa (SQC & OR) del ISI se creó en Bombay en 1953, seguida de las unidades de Bangalore y Calcuta en 1954. En 1976, esta unidad se transformó en la División de SQC & OR, que en la actualidad gestiona siete unidades, situadas en diversos centros industriales de la India: Calcuta, Delhi, Bangalore, Chennai, Pune, Bombay y Vadodara. Estas unidades participan en la consultoría técnica con organizaciones públicas y privadas, además de realizar actividades de investigación y formación. La sucursal de Giridih se creó en 1931 y cuenta con dos unidades operativas, a saber, la Unidad de Investigación Sociológica y la Unidad de Investigación Agrícola.
| Unida        | Ciudad    | Estado      | Fundación | Área de enfoque                 | Sitio web                    | Notas |
| ------------ | --------- | ----------- | --------- | ------------------------------- | ---------------------------- | ----- |
|              | Hyderabad | Telangana   | 1931      |                                 | http://www.isihyd.ac.in/     |       |
| ISI Bombay   | Bombay    | Maharashtra | 1953      |                                 | https://www.isimumbai.co.in/ |       |
| ISI Giridih  | Giridih   | Jharkhand   | 1931      | Unidad de Investigación Agraria |                              |       |
| ISI Pune     | Pune      | Maharashtra |           |                                 | http://sqcpune.org/          |       |
| ISI Vadodara | Vadodara  | Gujarat     |           |                                 |                              |       |

## Logros
A lo largo de los años, los investigadores del ISI han realizado aportaciones fundamentales en diversos campos de la Estadística, como el diseño de experimentos, las encuestas por muestreo, la estadística multivariante y la informática. Mahalanobis introdujo la medida de distancia Mahalanobis, que se utiliza en estadística multivariante y otros campos relacionados. Raj Chandra Bose, conocido por sus contribuciones a la teoría de la codificación, trabajó en el diseño de experimentos durante su estancia en el ISI y fue uno de los tres matemáticos que refutaron la conjetura de Euler sobre los cuadrados latinos ortogonales. Anil Kumar Bhattacharya se le atribuye la introducción de las medidas distancia de Bhattacharyya y coeficiente de Bhattacharya. Samarendra Nath Roy es conocido por sus contribuciones pioneras en estadística multivariante. Entre los colegas de Mahalanobis, otros colaboradores notables fueron K. R. Nair en Diseño de experimentos, Jitendra Mohan Sengupta en Encuesta por muestreo, Ajit Dasgupta en Demografía y Ramkrishna Mukherjea en Sociología cuantitativa. Las contribuciones de C. R. Rao durante su asociación con el ISI incluyen dos teoremas de inferencia estadística conocidos como desigualdad de Cramér-Rao y teorema de Rao-Blackwell, y la introducción de matrices ortogonales en el diseño de experimentos. Anil Kumar Gain es conocido por sus contribuciones al coeficiente de correlación producto-momento de Pearson con su colega Sir Ronald Fisher en la Universidad de Cambridge.
En 1953, el primer ordenador indio fue diseñado por Samarendra Kumar Mitra, que dirigía el Laboratorio de Máquinas de Computación y Electrónica del ISI de Calcuta. El Instituto de Estadística de la India acogió también los dos primeros ordenadores digitales del sur de Asia: el HEC-2M, procedente de Inglaterra, en 1956, y el URAL, de la Unión Soviética, en 1959. También fueron de los primeros ordenadores digitales de Asia (fuera de Japón).
Entre 1953 y 1956, distinguidos científicos, como Ronald Fisher, Norbert Wiener y Yuri Linnik, visitaron el ISI. Norbert Wiener colaboró con Gopinath Kallianpur en temas como la teoría ergódica, la teoría de la predicción y el análisis armónico generalizado. En 1962, durante su visita de un mes al ISI, el matemático soviético Andrey Kolmogorov escribió su notable artículo sobre la complejidad de Kolmogorov, que se publicó en Sankhya, 1963. Otros distinguidos científicos como Jerzy Neyman, Walter A. Shewhart, W. Edwards Deming y Abraham Wald han visitado el ISI durante el mandato de P. C. Mahalanobis.

### Comisión de Planificación
El segundo plan quinquenal de India fue obra de Mahalanobis. El plan seguía el modelo Mahalanobis, un modelo de desarrollo económico desarrollado por Mahalanobis en 1953. El plan intentaba determinar la distribución óptima de la inversión entre los sectores productivos para maximizar el crecimiento económico a largo plazo. Utilizaba las técnicas más avanzadas de investigación operativa y optimización, así como las novedosas aplicaciones de los modelos estadísticos desarrollados en el ISI. Este segundo plan quinquenal cambió el enfoque de la agricultura a la industrialización, con el objetivo de lograr la autosuficiencia de la economía de India. En este plan se fomentó la producción nacional de productos industriales, sobre todo en el desarrollo del sector público. La estrategia de doble vertiente diseñada en este plan tenía como objetivo el rápido crecimiento de la industria pesada, haciendo hincapié en el crecimiento de las industrias pequeñas y artesanales.
B. S. Minhas y K. S. Parikh, ambos de la Unidad de Planificación del ISI de Delhi, desempeñaron papeles clave en la Comisión de Planificación del Gobierno de la India. Minhas, que se incorporó a la Unidad de Planificación en 1962 y se jubiló como científico distinguido en 1989, fue miembro de la Comisión de Planificación durante 1971-74. Parikh, que fue miembro de la Comisión de Planificación durante 2004-09, presidió el Comité de Política Energética Integrada de la comisión, fue miembro del Consejo Asesor Económico de India durante el mandato de cinco primeros ministros, también desempeñó un papel en la creación del Departamento de Energía Atómica y fue un asesor clave del Gobierno en cuestiones energéticas.

### Informática
En India, la primera computadora analógica fue diseñada por Samarendra Kumar Mitra y construido por Ashish Kumar Maity en el ISI en 1953, para su uso en el cálculo de soluciones numéricas de ecuaciones lineales simultáneas utilizando una versión modificada de la iteración de Gauss-Siedel. En 1955, el ISI adquirió la primera computadora digital de la India, un modelo llamado HEC-2M, fabricado por la British Tabulating Machine Company (BTM). Según el acuerdo con la BTM, el ISI tuvo que encargarse de los trabajos de instalación y mantenimiento, antes de que entrara en funcionamiento en 1956.Aunque esta máquina HEC-2M y la máquina URAL-1, que se compró en 1959 a Rusia, estuvieron operativas hasta 1963, el ISI comenzó a desarrollar la primera computadora digital de segunda generación de la India en colaboración con la Universidad de Jadavpur (JU). Esta colaboración conjunta, dirigida por el jefe del Laboratorio de Máquinas de Computación y Electrónica del ISI, Samarendra Kumar Mitra, produjo la máquina accionada por transistores ISIJU-1, que entró en funcionamiento en 1964. La primera convención anual de la Sociedad Informática de la India (CSI) tuvo lugar en el ISI en 1965. La división de Ciencias de la Computación y la Comunicación del ISI produjo muchos científicos eminentes como Samarendra Kumar Mitra (su fundador original), Dwijesh Dutta Majumdar, Sankar Kumar Pal, Bidyut Baran Chaudhuri, Nikhil R. Pal, Bhabani P. Sinha, Bhargab B. Bhattacharya, Malay K. Kundu, Sushmita Mitra, Bhabatosh Chanda, C. A. Murthy, Sanghamitra Bandyopadhyay y muchos otros. El ISI está considerado uno de los principales centros de investigación en informática de la India.
El proyecto de Sistemas Informáticos Basados en el Conocimiento (KBCS), financiado conjuntamente por el Departamento de Electrónica y Tecnología de la Información (DoE) del Gobierno de la India y el PNUD desde 1986, tiene un centro nodal en el ISI de Calcuta. Esta unidad se encarga de la investigación en el área de procesamiento de imágenes, reconocimiento de patrones, visión por computadora e inteligencia artificial.

### Ciencias sociales
R. L. Brahmachari, conocido por su labor en numerosos campos como las ciencias agrícolas, la zoología, la botánica o la biometría, realizó gran parte de su trabajo en el ISI.
El instituto ha realizado trabajos e investigaciones pioneros en antropología y paleontología. A principios de la década de 1960, un equipo dirigido por investigadores del ISI descubrió un tesoro de fósiles de dinosaurio. Se recuperaron los fósiles dispersos y se reconstruyó el esqueleto parcial en el campus de Baranagar del ISI. Resultó ser una especie única y recibió el nombre de Barapasaurus tagorei (Dinosauria: Sauropoda), en honor a Rabindranath Tagore, y se montó en el Museo de Geología del campus de Calcuta del instituto.
La Unidad de Investigación Lingüística (LRU) del ISI se dedicaba al estudio de la logopedia. Đorđe Kostić, de este laboratorio, era un científico distinguido. Inventó un audífono único, llamado SAFA (Amplificador de Frecuencia Auditiva Selectiva) que simula el rango de frecuencias según la necesidad de cada persona con discapacidad auditiva.

## Administración
El ISI funciona como un instituto autónomo dependiente del Ministerio de Estadística e Implementación de Programas (MOSPI), que es el ministerio nodal del Gobierno de la India que garantiza el funcionamiento del ISI de acuerdo con la Ley del Instituto de Estadística de la India de 1959. El Consejo del ISI es el máximo órgano de decisión política del instituto. Los miembros de este consejo son el presidente del ISI, el presidente del ISI, representantes del Gobierno de la India, incluido un representante del RBI, científicos no empleados en el ISI, incluido un representante de la Comisión de Planificación de la India y un representante de la Comisión de Becas Universitarias (UGC), representantes de los trabajadores científicos y no científicos del ISI, y representantes del personal académico del ISI, incluido el director del ISI y el decano de estudios del ISI.  Bimal Kumar Roy fue el director hasta el 10 de junio de 2015; en una medida única en la historia del instituto, fue destituido de su cargo mediante un anuncio publicado en el sitio web del Ministerio de Estadística y Planificación. Fue destituido por irregularidades financieras y administrativas. La lista es la siguiente:
| Presidente              | Periodo             | Decano              | Periodo             | Director                  | Periodo               |
| ----------------------- | ------------------- | ------------------- | ------------------- | ------------------------- | --------------------- |
| Rajendra Nath Mookerjee | 1932-35             | B. Rama Rao         | 1954                | P. C. Mahalanobis         | 1931–1972             |
| E. C. Benthall          | 1936-37             | D. N. Mitra         | 1955-63             | C. R. Rao                 | 1972–1976             |
| James Reid-Kay          | 1938                | K. P. S. Menon      | 1964-70             | Gopinath Kallianpur       | 1976–1978             |
| Badridas Goenka         | 1939-41             | S. C. Roy           | 1971                | B. P. Adhikari            | 1979–1983             |
| Nalini Ranjan Sarkar    | 1942-43             | Atma Ram            | 1972                | Ashok Maitra              | 1984–1987             |
| C. D. Deshmukh          | 1944-63             | P. N. Haksar        | 1973-97             | J. K. Ghosh               | 1987–1992             |
| Y. B. Chavan            | 1964-66             | Bimal Jalan         | 1998-2001           | B. L. S. Prakasa Rao      | 1992–1995             |
| Satyendra Nath Bose     | 1967-74             | N. R. Madhava Menon | 2002-03             | S. B. Rao                 | 1995–2000             |
| Subimal Dutt            | 1976-89             | Pranab Mukherjee    | 2004-12             | K. B. Sinha               | 2000–2005             |
| M. G. K. Menon          | 1990-2012           | A. K. Antony        | 2012-mayo 2014      | S. K. Pal                 | 2005–2010             |
| C. Rangarajan           | 2012                | Arun Shourie        | 2014-2016           | Bimal Kumar Roy           | 2010–2015             |
| Bibek Debroy            | 2018-hasta la fecha | Goverdhan Mehta     | 2018-hasta la fecha | Sanghamitra Bandyopadhyay | 2015 - hasta la fecha |

## Visitas de Jefes de Estado
El primer ministro soviético Nikita Jruschov visitó el ISI durante su visita a la India en 1955. Zhou Enlai, primer ministro de China, y Ho Chi Minh, presidente de Vietnam, durante su visita a la India visitaron específicamente el ISI el 9 de septiembre de 1956 y el 13 de febrero de 1958, respectivamente.

## Lectura adicional
- Ghosh, J. K.; Maiti, P.; Rao, T.J.; Sinha, B.K. (April 1999). "Evolution of Statistics in India" (PDF). International Statistical Review. 67 (1): 13–34.
- Ghosh, Jayanta; Maiti, Pulakesh; Bera, Anil (2010). "Indian Statistical Institute: Numbers and Beyond, 1931–47 (chapter 33)". In Dasgupta, Uma (ed.). Science and Modern India: An Institutional History, C. 1784–1947

- Datos: Q3105568
- Multimedia: Indian Statistical Institute / Q3105568